# Scheune Sethe Nr. 43
Die Scheune Sethe Nr. 43 in Ganderkesee-Havekost, Achternstraße 3, rund 8 Kilometer südlich vom Kernort, wurde in der ersten Hälfte des 19. Jahrhunderts gebaut.
Das Gebäude steht unter Denkmalschutz.

## Beschreibung
Die eingeschossige Fachwerkscheune mit Ausfachungen in Lehmstakung, Satteldach, Querdurchfahrt und verbretterten Giebeln steht östlich neben der Hofanlage Sethe Nr. 4.
Das Landesdenkmalamt befand: „… geschichtliche Bedeutung … als exemplarische Fachwerkscheune …“